# Ecma 인터내셔널
Ecma 인터내셔널(영어: Ecma International)은 정보와 통신 시스템을 위한 국제적 표준화 기구이다. 원래 이름은 European Computer Manufacturers Association (ECMA)이었으나, 기구의 국제적 확장을 반영하여 현재의 이름으로 바뀌었다. 따라서 지금의 Ecma는 두문자어가 아니며 대문자만 사용하지 않는다.
Ecma 인터내셔널은 1961년 유럽에서 컴퓨터 시스템을 표준화하기 위해 세워졌다. 멤버십은 규모와 상관없이 유럽에서 컴퓨터나 통신 시스템을 생산, 시장화, 또는 개발하는 회사에 열려 있다. 본부는 제네바에 위치하고 있다.

## 표준
Ecma 인터내셔널은 다수의 표준을 책임지고 있다. 다음은 그 중 일부의 목록이다.
- ECMA-6 – ASCII 기반 7비트 유색 문자 코드, ISO/IEC 646으로도 알려짐[2]
- ECMA-107 – FAT12/FAT16 파일 시스템
- ECMA-119 – CD-ROM 볼륨 및 파일 구조 (ISO 9660로 알려져 있음)[3]
- ECMA-262 - ECMA스크립트 언어 규격 (자바스크립트 기반)[4]
- ECMA-334 - C# 언어 규격[5]
- ECMA-335 - 공통 언어 기반 (CLI)[6]
- ECMA-341 - 전자 제품을 위한 환경 디자인 고려[7]
- ECMA-363 - 유니버설 3D 파일 포맷[8]
- ECMA-367 - 에펠: 분석, 설계, 프로그래밍 언어 (에펠 참고)[9]
- ECMA-372 - C++/CLI 언어 규격
- ECMA-376 - Office Open XML 언어 규격[10]
- ECMA-378 - HVD-ROM[11]
- ECMA-388 - Ecma 오피스 오픈 XML
- ECMA-402 - ECMAScript 국제화 API 사양[12]
- ECMA-404 - JSON[13]
- ECMA-408 - 다트 언어 사양[14]
- ECMA-412 - Access Systems

## 기술 위원회
Ecma 표준들은 특정 분야나 주제에 할당된 여러 기술 위원회를 통해 관리되고 있으며, 예를 들어 다음과 같다:
- TC39 – ECMAScript를 책임진다.[16]
- TC45 – 오피스 오픈 XML(Office Open XML)을 책임진다.[17]
- TC53 – ECMAScript Modules for Embedded Systems를 책임진다.[18]

## 같이 보기
- 유럽 표준화 위원회